# Kauhava
Kauhava er en kommune i Finland. Den ligger i Vestfinlands len og er en del af landskabet Södra Österbotten (Etelä-Pohjanmaan maakunta), 400 km nordvest for Helsinki på hovedbanen fra Helsinki til Oulu. Kommunen har et indbyggertal på 7.986 (2007) og dækker et område på 486,13 km² hvoraf 2,32 km² er vandområder.
Smedning af knive er en traditionel industri i Kauhava, og mange finner genkender navnet på byen på grund af knivfremstillingen. På et vist tidspunkt var der 5 forskellige kvivfabrikanter i byen, men i dag er der kun en – Iisakki Järvenpää OY, som har lavet knive i Kauhava siden 1879.
Puukko (en finsk knivstype) fremstillet i Kauhava siges at være i Østbotnisk stil.
Hvert år i juni afholdes Kauhava Internationale Knivfestival, som varer et par dage og omfatter udstillinger, fremstilling af knive og knivkastning.
Som i mange andre finske byer er der museer i Kauhava. Et af dem i centrum af byen handler om knivfremstilling og lokale tekstiler, som er imponerende. Et andet museum i udkanten af byen er indrettet på en gård fra det 19. århundrede, som har tilhørt Iisakin Jussi. Det giver et præcist indblik i livet i det vestlige Finland i det 19. århundrede. Dette museum er ikke åbent om vinteren.
Det omkringliggende område er fladt og velegnet til landbrug. Det veksler mellem marker og skove. Byen har formentlig fået sit navn fra en lille elv, som flyder gennem den.
Kauhava er hjemsted for det finske luftvåbens træningseskadrille.
Kommunen er rent finsksproget.

## Eksterne links
- Kauhava.fi — 'Officiel hjemmeside'